# Жуан Фернандіш
Жуа́н Ферна́ндіш (порт. João Fernandes) — португальський дослідник XV століття. Він був, мабуть, найпершим із тогочасних європейських дослідників на нагір'ї Західної Африки та піонером європейської работоргівлі та торгівлі золотом у Гвінеї.

## Біографія
Про дитинство і юність Жуана Фернандіша нічого невідомо. Вперше до подій 1445 року ми чуємо про нього як полоненого берберських маврів у західному Середземномор'ї. Напевно, перебуваючи в полоні він опанував арабську мову і, ймовірно, задумав здійснити розвідку всередині континенту, північно-західне узбережжя якого саме в цей час активно відкривали португальці.

## У Західній Сахарі
У 1445 році він зголосився добровільно залишитися в Західній Африці і зібрати важливу інформацію про внутрішні африканські землі для принца Енріке Мореплавця. З цією метою він супроводжував морську експедицію Антана Гонсалвіша до «Золотої річки» (Ріо-де-Оро) у Західній Сахарі, де він висадився на берег і самотужки вирушив вглиб країни з кількома місцевими пастухами. Він познайомився з принцом Чаппеллом і його батьком Еваном Чаппеллом.
Фернандіш пробув у країні сім місяців, після чого в обумовлений час знову був підібраний Гонсалвішем на узбережжі біля «мису Викупу» (мис Мірік або Тіміріс, нинішня Мавританія). Його розповідь про його досвід виявився дуже цікавим і цінним не тільки щодо природних особливостей, клімату, фауни та флори південно-західної Сахари, а й щодо расової спорідненості, мови, писемності, релігії і звичок кочівників, а також тубільної торгівлі. Ці населення, яке на той час ще не писало й не говорило арабською мовою, вело торгівлю рабами, золотом тощо з арабізованим берберським узбережжям (особливо з Тунісом) і їх називали «арабами», «берберами» та «червоними маврами» .

## Інші експедиції
У 1446 і 1447 роках Фернандіш на службі у принца Енріке супроводжував деякі португальські експедиції в район Ріо-де-Оро та інші частини Західної Африки. Він був особисто відомий Гомішу Іанішу де Зурара, хроністу цього раннього періоду португальської експансії і з текстів Зурари зрозуміло, що дослідження Фернандішем невідомих земель і рас було високо оцінено в Португалії.